# Elecciones al Parlacen de Guatemala de 2019
Las elecciones al Parlacen de Guatemala se llevaron a cabo el domingo 16 de junio de 2019. En ellas se eligieron a 20 diputados al Parlamento Centroamericano para el período constitucional del 14 de enero de 2020 hasta el 14 de enero de 2024. Adicional a los veinte escaños de Guatemala, se asigna un escaños al presidente de la república y otro al  vicepresidente dando como resultado 22 escaños. Se llevaron a cabo simultáneamente a las elecciones presidenciales, a las elecciones legislativas y a las elecciones municipales.

## Resultados
| Partido                                                                                 | Partido                                     | Votos     | %     | Escaños | ±     |
| --------------------------------------------------------------------------------------- | ------------------------------------------- | --------- | ----- | ------- | ----- |
|                                                                                         | Unidad Nacional de la Esperanza             | 633 443   | 19.00 | 5       | +1    |
|                                                                                         | Vamos                                       | 298 080   | 8.94  | 3       | Nuevo |
|                                                                                         | Unión del Cambio Nacional                   | 228 293   | 6.93  | 1       | +1    |
|                                                                                         | Frente de Convergencia Nacional             | 213 871   | 6.41  | 1       | -1    |
|                                                                                         | Valor                                       | 178 201   | 5.36  | 1       | Nuevo |
|                                                                                         | Bienestar Nacional                          | 176 176   | 5.28  | 1       |       |
|                                                                                         | Todos                                       | 172 741   | 5.28  | 1       | –1    |
|                                                                                         | Compromiso, Renovación y Orden              | 166 078   | 4.98  | 1       | +1    |
|                                                                                         | Visión con Valores                          | 161 982   | 4.86  | 1       | ±0    |
|                                                                                         | Prosperidad Ciudadana                       | 136 366   | 4.09  | 1       | Nuevo |
|                                                                                         | WINAQ                                       | 115 357   | 3.46  | 1       | +1    |
|                                                                                         | Movimiento Semilla                          | 108 667   | 3.26  | 1       | Nuevo |
|                                                                                         | Unidad Revolucionaria Nacional Guatemalteca | 106 787   | 3.20  | 1       | ±0    |
|                                                                                         | Victoria                                    | 101 134   | 3.03  | 0       | ±0    |
|                                                                                         | Partido de Avanzada Nacional                | 99 434    | 2.98  | 0       | ±0    |
|                                                                                         | Partido Unionista                           | 93 448    | 2.80  | 0       | –1    |
|                                                                                         | Fuerza                                      | 81 222    | 2.44  | 0       | ±0    |
|                                                                                         | Avanza                                      | 46 615    | 1.40  | 0       | Nuevo |
|                                                                                         | Podemos                                     | 64 803    | 1.94  | 0       | ±0    |
|                                                                                         | Encuentro por Guatemala                     | 56 555    | 1.70  | 0       | –1    |
|                                                                                         | Convergencia                                | 49 586    | 1.49  | 0       | ±0    |
|                                                                                         | Movimiento Libre                            | 41 586    | 1.25  | 0       | Nuevo |
|                                                                                         | Unidos                                      | 21 604    | 0.65  | 0       | Nuevo |
| Votos válidos                                                                           | Votos válidos                               | 3 334 241 | 65.97 | —       | —     |
| Votos nulos                                                                             | Votos nulos                                 | 1 042 101 | 20.62 | —       | —     |
| Votos en blanco                                                                         | Votos en blanco                             | 677 970   | 13.41 | —       | —     |
| Votos inválidos                                                                         | Votos inválidos                             | 72 512    | 1.43  | —       | —     |
| Total                                                                                   | Total                                       | 5 054 312 | 100   | 20      | —     |
| Participación                                                                           | Participación                               |           |       | —       | —     |
| Fuente: Tribunal Supremo Electoral Archivado el 6 de agosto de 2020 en Wayback Machine. |                                             |           |       |         |       |